# Lando Buzzanca
Gerlando "Lando" Buzzanca, född 24 augusti 1935 i Palermo, Sicilien, död 18 december 2022 i Rom, var en italiensk skådespelare.

## Roller i urval
- 1959 – Ben-Hur
- 1961 – Skilsmässa på italienska
- 1963 – Förförd på italienska
- 1965 – Den vilda jakten på Cadillacen
- 1965 – En kvinna för sex
- 1965 – Heja Italien
- 1966 – Ta fast räven
- 1969 – Monte Carlo-rallyt eller Dessa fantastiska män i sina skumpande skraltiga automobiler
- 1970 – När kvinnan hade svans
- 2007 – I Viceré

## Galleri

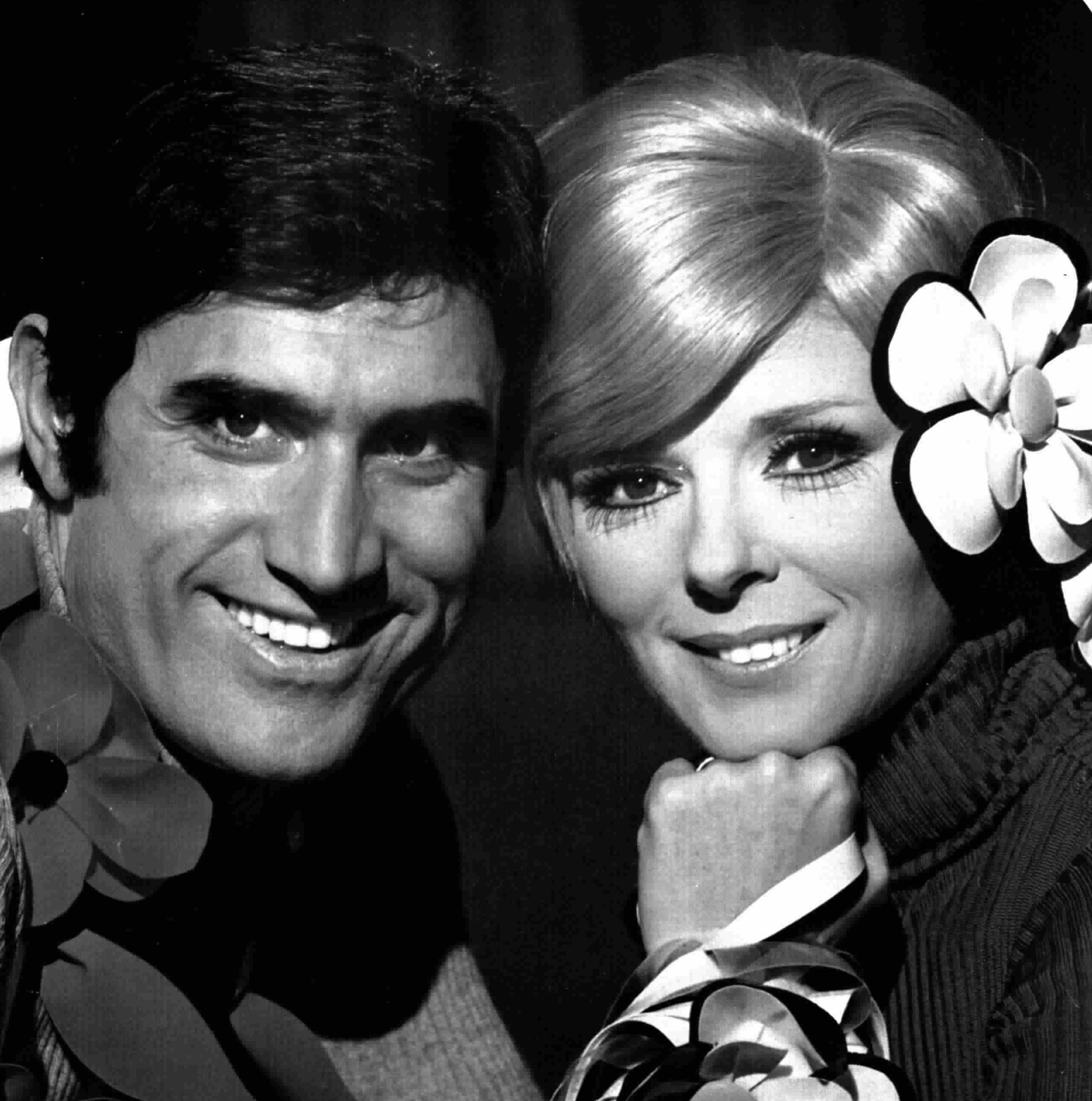
Lando Buzzanca och Delia Scala i tv-showen Signore e signora (1970).
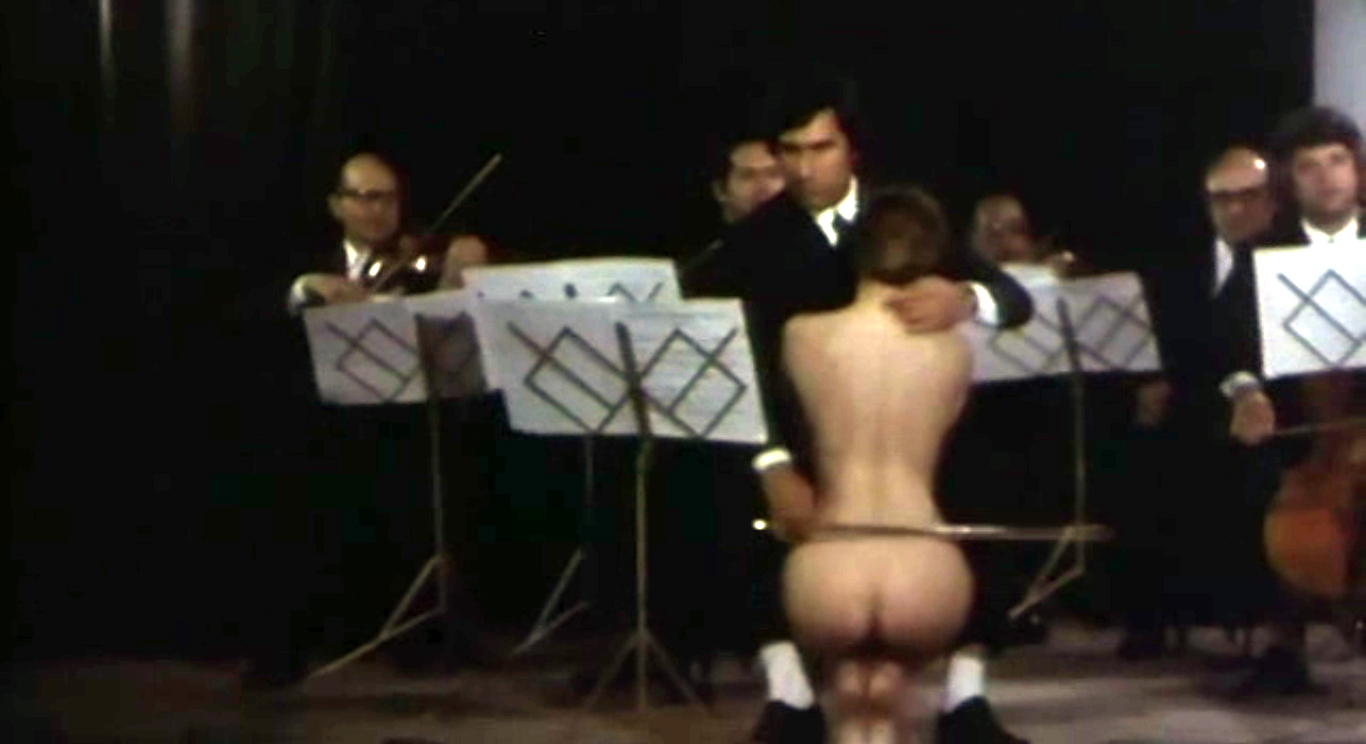
Lando Buzzanca med Laura Antonelli i Il merlo maschio (1971), regisserad av Pasquale Festa Campanile.
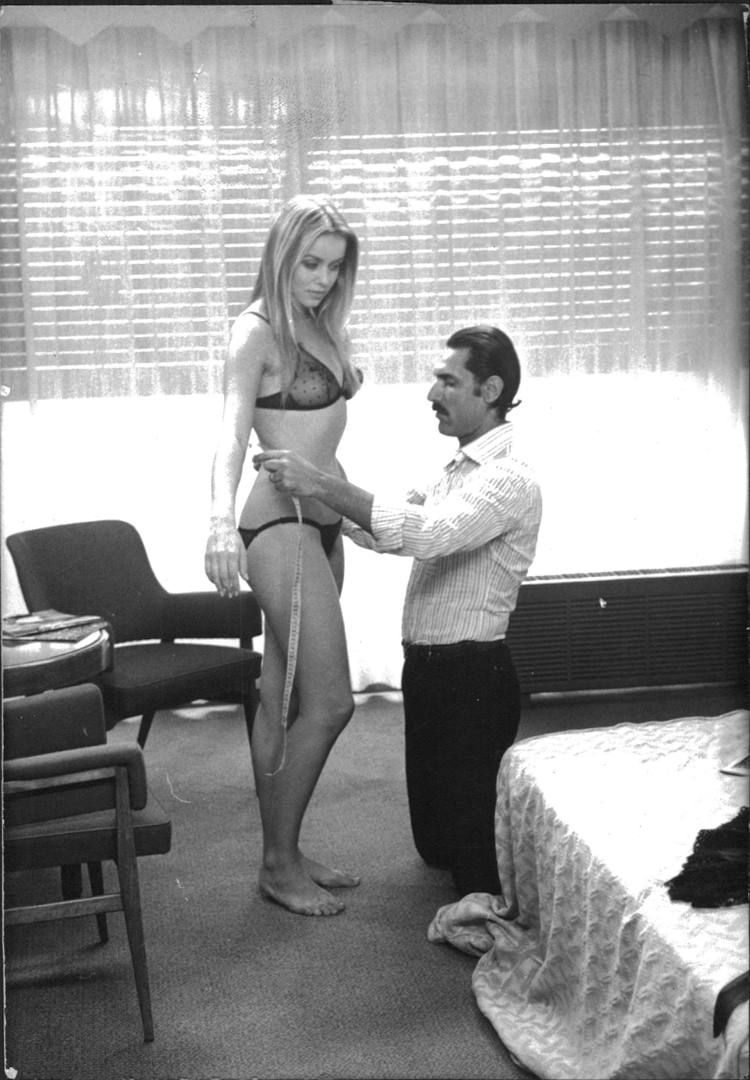
Il gatto mammone (1975), med Gloria Guida och Lando Buzzanca.